# Минасян, Гагик Енгибарович
Гагик Енгибарович Минася́н (арм.  Գագիկ Մինասյան, 5 апреля 1950, Ереван) — депутат парламента Армении.
- 1967—1972 — Ереванский политехнический институт. Инженер электро-вычислительных машин.
- 1972—1997 — инженер, старший научный сотрудник, начальник сектора, начальник станции подготовки данных в ЕрНИИММ.
- 1997—1999 — депутат парламента. Член фракции «Республика».
- 1998—1999 — был советником премьер-министра Армении.
- 1999—2003 — был депутатом парламента. Член, а затем председатель постоянной комиссии по финансово-кредитным, бюджетным и экономическим вопросам. Член фракции «Единство».
- 2003—2007 — вновь депутат парламента. Председатель постоянной комиссии по финансово-кредитным, бюджетным и экономическим вопросам. Член фракции «Единство».
- 12 мая 2007 — избран депутатом парламента. Председатель постоянной комиссии по финансово-кредитным, бюджетным и экономическим вопросам. Член партии «РПА».

## Награды
- Медаль «За заслуги перед Отечеством» 2-й степени (28 декабря 2016 года) — за активное участие в общественно-политической жизни и законотворческих процессах Армении[1]
- Медаль Мхитара Гоша (14 сентября 2011 года) — по случаю 20-летия независимости Республики Армения, за активное участие в законотворческих процессах, общественно-политической жизни страны и вклад в установление демократии[2]
- Медаль Гарегина Нжде (2005 год)
- Медаль «Андраник Озанян» (2015 год)
- Памятная медаль Премьер-министра Республики Армения (2006 год)
- Почётная медаль Национального собрания Республики Армения (2004 год)
- Орден «Содружество» (17 ноября 2005 года, Межпарламентская ассамблея СНГ) — за активное участие в деятельности Межпарламентской  Ассамблеи и её органов, вклад в укрепление дружбы между народами государств — участников Содружества[3]
- Медаль «МПА СНГ. 25 лет» (27 марта 2017 года, Межпарламентская ассамблея СНГ) — за заслуги в деле развития и укрепления парламентаризма, за вклад в развитие и совершенствование правовых основ функционирования Содружества Независимых Государств, укрепление международных связей и межпарламентского сотрудничества[4]